# 白光炫
白光炫（韓語：김자원，1625年4月6日—1697年3月1日），朝鲜王朝后期的马医（兽医）、针医、医官、县监。本贯为林川白氏。
他年轻时从马上坠落受伤，此后开始专注于钻研针术。原本是马医（现代意义上的兽医），不依赖医学典籍而擅长用针疗法治病。他通过将针煮沸消毒，提升了马匹的治疗技术，并将这一方法应用于人类治疗，取得显著效果。此后，他专门从事使用煮沸消毒针具的外科治疗，积累了大量临床经验，精进了医术。1663年（朝鲜显宗四年），因李敬锡的推荐进入内医院。1670年（显宗十一年）八月十六日，他作为参与治疗的医官，使得显宗病情好转。显宗对内医院医官们进行赏赐，白光炫的名字出现在受赏名单中。他最终官至御医。1684年（朝鲜肃宗十年）五月初二日，国王先任命他为康翎县监，随后又调任抱川县监。礼曹和司谏院曾弹劾他，但肃宗并未接受弹劾。此后他还担任过衿川县监。1693年（肃宗十九年），白光炫任知中枢府事（正二品），次年升为崇禄大夫（正一品）。1695年（肃宗二十一年）十二月初九日，他为患有脚气的领敦宁府事尹趾完治疗。《肃宗实录》中记载：“光炫善治腫, 多有奇效, 世稱神醫。”1697年（肃宗二十三年）二月初九，白光炫在松岘去世，享年七十三岁。

## 影视形象
- 安道奎、曹承佑：MBC《马医》（2012年-2013年）